# Dysstroma griseo-fasciata
Dysstroma griseo-fasciata är en fjärilsart som beskrevs av Müller 1921. Dysstroma griseo-fasciata ingår i släktet Dysstroma och familjen mätare. Inga underarter finns listade i Catalogue of Life.